# Sloanea magnifolia
Sloanea magnifolia är en tvåhjärtbladig växtart som beskrevs av C. Tirel. Sloanea magnifolia ingår i släktet Sloanea och familjen Elaeocarpaceae. Inga underarter finns listade i Catalogue of Life.